# Archibald Campbell, 3:e hertig av Argyll

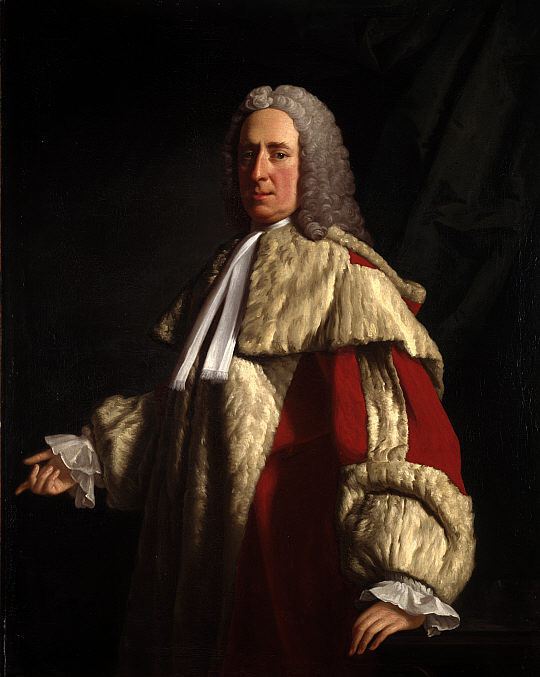
Archibald Campbell, 3:e hertig av Argyll

Archibald Campbell, 3:e hertig av Argyll, född den 1 juni 1682, död den 15 april 1761, var en skotsk politiker. Han var bror till John Campbell, 2:e hertig av Argyll. 
Campbell var en av förhandlarna om den engelsk-skotska unionen 1706-1707, innehade sedan höga skotska ämbeten, till sist storsigillbevararens, samt var Walpoles förtrogne rådgivare i skotska angelägenheter. Han var medgrundare till Royal Bank of Scotland 1727. Honom tillkommer äran av planen att efter 1745 års resning finna en avledare för högskottarnas krigiska böjelser genom de så kallade höglandsregementenas upprättande.
Han efterträddes som hertig av sin syssling, John Campbell, 4:e hertig av Argyll (1693-1770) .